# Anomala ricovera
Anomala ricovera är en skalbaggsart som beskrevs av Ohaus 1925. Anomala ricovera ingår i släktet Anomala och familjen Rutelidae. Inga underarter finns listade i Catalogue of Life.